# Mischocyttarus parallelogrammoides
Mischocyttarus parallelogrammoides är en getingart som beskrevs av Zikan 1949. Mischocyttarus parallelogrammoides ingår i släktet Mischocyttarus och familjen getingar. Inga underarter finns listade i Catalogue of Life.